# Монтеваго
Монтеваго (итал. Montevago) — коммуна в Италии, располагается в регионе Сицилия, подчиняется административному центру Агридженто.
Население составляет 3096 человек, плотность населения составляет 97 чел./км². Занимает площадь 32 км². Почтовый индекс — 92010. Телефонный код — 0925.
Покровителем населённого пункта считается святой Доминик. Праздник ежегодно празднуется 8 августа.